# Val-du-Faby
Val-du-Faby é uma comuna francesa na região administrativa da Occitânia, no departamento de Aude. Estende-se por uma área de 23.71 km², e possui 564 habitantes, segundo o censo de 2018, com uma densidade de 24 hab/km².
Foi criada, em 1 de janeiro de 2019, a partir da fusão das antigas comunas de Fa e Rouvenac.